# Nutricia

Nutricia ist der Name und das Markenzeichen einer Sparte des internationalen Danone-Konzerns mit den Schwerpunkten Säuglingsnahrung und Medizinische Ernährung.
Die Bezeichnung leitet sich ab vom Eigennamen der im Jahr 1896 gegründeten und ab 1901 Nutricia genannten niederländischen Produktions- und Handelsfirma für Babynahrung, die ab 1998 bis zur Übernahme durch den Danone-Konzern im Jahr 2007 unter dem Namen Numico bekannt war.

## Geschichte
1919 gründete Jacques Pfrimmer das Unternehmen Pfrimmer Pharmazeutische Werke & Co. KG und entwickelte 1925 in Zusammenarbeit mit Wissenschaftlern der Friedrich-Alexander-Universität Erlangen-Nürnberg die erste industriell gefertigte Infusionslösung (Tutofusin).  1991 wurde Pfrimmer von der holländischen Nutricia-Gruppe (später Numico) übernommen und firmierte dann als Pfrimmer Nutricia GmbH & Co. KG. Mit der Übernahme durch Numico wurde Pfrimmer Nutricia am 1. November 2007 Teil der Medical Nutrition Sparte von Danone. Im Jahr 2010 erfolgte der Zusammenschluss von Pfrimmer Nutricia und der SHS Gesellschaft für klinische Ernährung mbH zur Nutricia GmbH, die Anfang der 2020er Jahre ihre Eigenständigkeit verlor.